# Asplenium lancifolium
Asplenium lancifolium är en svartbräkenväxtart som beskrevs av Carl Frederik Albert Christensen. Asplenium lancifolium ingår i släktet Asplenium och familjen Aspleniaceae. Inga underarter finns listade.